# Farsetia burtonae
Farsetia burtonae är en korsblommig växtart som beskrevs av Daniel Oliver. Farsetia burtonae ingår i släktet Farsetia och familjen korsblommiga växter. Inga underarter finns listade i Catalogue of Life.